# Jean-Baptiste Baudon
Pour les articles homonymes, voir Baudon.
Jean-Baptiste Baudon, né le 26 janvier 1869 à Châtel-Montagne (Allier) et mort le 11 août 1956 à Lapalisse (Allier), est un homme politique français.

## Biographie
Fils d'un propriétaire foncier, il s'installe comme médecin à Lapalisse en 1897. Il est conseiller municipal en 1904 et maire de Lapalisse de 1908 à 1919. Il est député de l'Allier de 1914 à 1919, inscrit au groupe Radical-socialiste. Il ne se représente pas en 1919, et devient maire de Châtel-Montagne, poste qu'il conserve jusqu'à la Libération.

## Décoration
- Chevalier de la Légion d'honneur (22 juillet 1922)

## Sources
- « Jean-Baptiste Baudon », dans le Dictionnaire des parlementaires français (1889-1940), sous la direction de Jean Jolly, PUF, 1960 [détail de l’édition]